# Blauwe gors
De blauwe gors (Emberiza siemsseni, synoniem: Latoucheornis siemsseni) is een zangvogel uit de familie van gorzen (Emberizidae).

## Verspreiding en leefgebied
Deze soort komt voor in de bergen van Centraal-China.